# NGC 4283
NGC 4283 је елиптична галаксија у сазвежђу Береникина коса која се налази на NGC листи објеката дубоког неба.
Деклинација објекта је + 29° 18' 39" а ректасцензија 12h 20m 20,6s. Привидна величина (магнитуда) објекта NGC 4283 износи 12,0 а фотографска магнитуда 13,0. Налази се на удаљености од 15,744 милиона парсека од Сунца. NGC 4283 је још познат и под ознакама UGC 7390, MCG 5-29-63, CGCG 158-80, PGC 39800.